# Bocaina de Minas
Bocaina de Minas – miasto i gmina w Brazylii, w stanie Minas Gerais. Znajduje się w mezoregionie Sul e Sudoeste de Minas i mikroregionie Andrelândia.